# Renan, Bern
Renan är en ort och kommun i distriktet Jura bernois i kantonen Bern, Schweiz. Kommunen har 937 invånare (2023).